# 해전대첩비
해전대첩비는 대한민국 전라남도 완도군 금일읍 척치리에 있는 대첩비이다. 2005년 1월 4일 완도군의 향토문화유산 제8호로 지정되었다.